# Падение Нанкина (1864)
Падение Нанкина (кит. 湘军南京屠城) — осада и взятие в 1864 году цинскими войсками столицы Тайпинского государства, положившее конец восстанию.

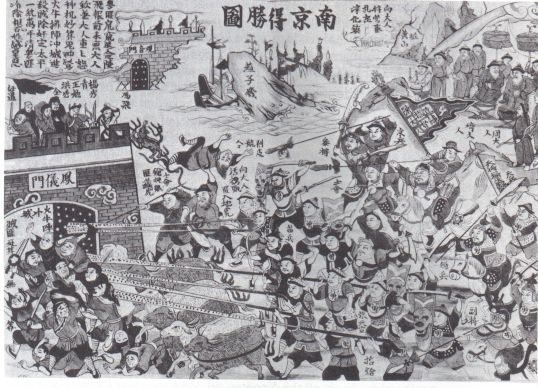
Падение Нанкина

В результате победоносных наступлений цинских армий к началу 1864 года тайпины были отброшены в пределы за 50 миль от Нанкина. 20 декабря 1863 года Ли Сючэн вернулся в Нанкин из Даньяна и призвал «царя небесного» Хун Сюцюаня на следующий день покинуть столицу тайпинов. Однако это предложение не было принято Хуном, который взял на себя общее командование боевыми действиями. Он заявил, что любой, кто ослушается его и господа, будет немедленно казнен. С падением 28 февраля 1864 года замка Тяньбао на вершине Пурпурной горы и 2 марта — Шэнце блокада Нанкина была полностью завершена.
14 марта Цзэн Гоцюань предпринял свою первую атаку на Нанкин, используя лестницы, но защитники отбили ее. Затем имперская армия изменила тактику, выкопав в общей сложности десять сапов у ворот Чаоян, Шэнце и Цзиньчуань, а защитники, в свою очередь, ответили, выкопав собственные туннели и построив вторую стену за первой. Нескольких месяцев продолжалась осада Нанкина трёхсоттысячной армией. Город был отрезан от всей страны, от всех источников снабжения. Среди жителей свирепствовали голод, эпидемии, болезни. Хун Сюцюань в отчаянии кончил жизнь самоубийством, проглотив золотую пластинку, Хун Жэньгань бежал.
Через пять дней после смерти Хун Сюцюаня Ли Сючэн наконец был поставлен во главе всех военных и политических дел, но было уже слишком поздно — судьба города и его защитников была решена. 3 июля в руки цинских войск попал замок Дибао (прозванный «Шея Дракона») на Пурпурной горе, что позволило установить несколько десятков артиллерийских позиций для бомбардировки всего города. За две недели под прикрытием артиллерийского огня осаждающие заполнили землей, песком, бревнами, камнями пространство между городской стеной и горным хребтом у Шеи Дракона, так что уровень земли был поднят до высоты городской стены и позволял атаковать город. В другом месте, под воротами Тайпин, была прорыта сапа и заложена мина. Попытки защитников сорвать подготовку постоянно отбивались с большими для них потерями.
19 июля в 1:00 осаждавшие взорвали взрывчатку в сапе под воротами Тайпин, которые рухнули, убив несколько сотен человек и обрушив большую часть городской стены. Защитники, несмотря на ожесточенное сопротивление, не смогли отбросить атакующих. После входа в Нанкин, как и планировалось ранее, нападавшие атаковали по четырём направлениям. Уличные бои были жестокими и кровавыми, а сопротивление оказалось сильнее, чем ожидалось. Артиллерийское прикрытие пришлось прекратить из-за опасения гибели цинских солдат. К вечеру все ворота города, в том числе и со стороны реки, оказались в руках цинских войск.
В течение трех суток продолжалась борьба за каждую улицу, за каждый переулок, за каждый дом. Ночью оставшиеся 1000 человек Ли Сючэна подошли к воротам Тайпина, замаскировались под цинских солдат, и успешно скрылись через участок рухнувшей городской стены. Цинские солдаты были заняты грабежами и не удосужились их остановить. После массового разграбления город был подожжен. Сначала солдаты подожгли дворцы, а затем сожгли дома. Пожар продолжался до 26 июля.
Большинству командиров тайпинской армии не удалось спастись. Сам Ли Сючэн был схвачен 22 июля и позже казнён. В ходе осады и боёв погибло более 100 000 тайпинских солдат и более 200 000 сдались в плен. В результате осады и боевых действий погибли от 200 000 до 300 000 горожан.